# باول بيرن (لاعب كرة قدم)
باول بيرن (بالإنجليزية: Paul Byrne)‏ (19 مايو 1986 في جمهورية أيرلندا - ) هو لاعب كرة قدم أيرلندي في مركز الهجوم. لعب مع باتريك أتلتيك ونادي شيلبورن ونادي كلية جامعة دبلن وSporting Fingal F.C. ‏ وBallarat City FC ‏ وMonaghan United F.C. ‏ وBray Wanderers F.C. ‏.

## وصلات خارجية
- باول بيرن على موقع قاعدة بيانات كرة القدم.إي يو (الإنجليزية)
- باول بيرن على موقع Soccerway.com (الإنجليزية)
- باول بيرن على موقع عالم كرة القدم.نت (الإنجليزية)